# Unione Sportiva Anconitana 1963-1964
Questa pagina raccoglie le informazioni riguardanti l'Unione Sportiva Anconitana nelle competizioni ufficiali della stagione 1963-1964.

## Rosa
| N. |                   | Ruolo | Calciatore            |
| -- | ----------------- | ----- | --------------------- |
|    | Italia (bandiera) | C     | Valeriano Balloni     |
|    | Italia (bandiera) | A     | Vasco Bertolotti      |
|    | Italia (bandiera) |       | Castagnino            |
|    | Italia (bandiera) | A     | Alfredo Ciannameo     |
|    | Italia (bandiera) | D     | Alberto Gambi         |
|    | Italia (bandiera) | D     | Nicola Giannisi       |
|    | Italia (bandiera) | A     | Crescenzio Imperatore |
|    | Italia (bandiera) | C     | Natale Miserocchi     |
|    | Italia (bandiera) | C     | Antonio Montico       |
|    | Italia (bandiera) | D     | Giacomo Padovan       |

| N. |                   | Ruolo | Calciatore       |
| -- | ----------------- | ----- | ---------------- |
|    | Italia (bandiera) | C     | Paolo Peloni     |
|    | Italia (bandiera) | P     | Pietro Pianta    |
|    | Italia (bandiera) | D     | Vittorio Pitta   |
|    | Italia (bandiera) | D     | Claudio Pribaz   |
|    | Italia (bandiera) | D     | Marino Recchi    |
|    | Italia (bandiera) | A     | Eder Rigonat     |
|    | Italia (bandiera) | A     | Mario Tortul     |
|    | Italia (bandiera) | A     | Renzo Uzzecchini |
|    | Italia (bandiera) | A     | Carlo Vomiero    |